# Hold Ya Head
Hold Ya Head è un singolo di The Notorious B.I.G. in collaborazione con Bob Marley, tratto da un album postumo di Notorious Duets: The Final Chapter. È un remix di Suicidal Thoughts, canzone del rapper, con aggiunta una parte di Johnny Was di Bob Marley. Il singolo fu pubblicato insieme ad un'altra canzone, Split Your Game.